# Eric Clapton and the Powerhouse
Az Eric Clapton's Powerhouse (vagy Eric Clapton and the Powerhouse) rövid életű (1966-ban alakult és ugyanebben az évben feloszlott) brit blues-rock zenekar volt. Mindössze három dalt rögzítettek, amelyek megjelentek az Elektra Records által kiadott What's Shakin' című válogatáslemezen.

## Története
A zenekart szándékosan rövid életű stúdió projektnek tervezték. Joe Boyd producer 1965-ben és 1966-ban Londonban tervezett irodát nyitni az Elektra Records számára, és brit tehetségeket keresett. A Manfred Mann énekese, Paul Jones azt javasolta, hogy egy all-star zenekart hozzanak össze. A zenekar tagjai Eric Clapton, Jack Bruce, Steve Winwood és Pete York voltak. További tag Ben Palmer volt, aki korábban is játszott már Claptonnal és Jones-szal a "The Roosters" és a "The Glands" nevű együttesekben. Eredetileg Ginger Baker is tagja lett volna a zenekarnak, de ő elérhetetlen volt.
Mindössze három dalt rögzítettek, amelyek a What's Shakin' című albumon jelentek meg. A lemezt később "Good Time Music" címen adták ki.

## Tagok
- Eric Clapton – gitár
- Steve Winwood ("Steve Anglo" néven) – ének
- Paul Jones – harmonika
- Jack Bruce – basszusgitár
- Pete York – dob
- Ben Palmer – piano